# Всеобщие выборы в Замбии (2006)
Всеобщие выборы в Замбии проходили 28 сентября 2006 года. На них избирались президент, депутаты Национальной ассамблеи и представители местных органов власти. В результате победу вновь одержало правящее Движение за многопартийную демократию, получив 75 из 150 мест в Национальном собрании, а его кандидат Леви Мванаваса был переизбран на второй срок на президентских выборах. Явка избирателей составила чуть более 70 %.

## Избирательная кампания
Во время кампании лидер Патриотического фронта Майкл Сата резко критиковал китайские инвестиции в страну и предлагал признать Китайскую Республику (Тайвань). Один опрос общественного мнения, проведённый в сентябре того же года, дал Сате значительное преимущество над Мванавасой, 52 % против 27 %, в то время как Хакаинде Хичилема был на третьем месте с 20 %, но Мванаваса усомнился в этих результатах. Другой опрос, проведённый ранее в этом же месяце, дал Мванавасе лидерство с 33 % против 24 % у Саты, хотя это знаменует собой снижение с 45 %, сообщенных для Мванавасы в предыдущем опросе в августе, и увеличение для Саты, которая была на 15 %.
Бывший президент Кеннет Каунда поддержал Хичилему и выразил неодобрение Сате, а бывший президент Фредерик Чилуба призвал людей голосовать за Сату.
Кроме этого, во время кампании поднимался вопрос о лишении Саты права участвовать в выборах за якобы предоставление ложной декларации об активах в августе; он же утверждал, что бывший министр в правительстве Мванавасы задолжал ему 100 тыс. долларов.

## Результаты
Согласно избирательной системе победитель президентских выборов определялся в один тур по системе относительного большинства. Первоначальные результаты выборов дали Сате лидерство, но дальнейшие результаты поставили Мванавасу на первое место и отодвинули Сату на третье место. Промежуточные результаты, опубликованные после подсчета голосов в 120 из 150 округов, дали Мванавасе чуть более 42 % голосов; Хакаинда Хичилема — 28 %; а Майкл Сата упал до 27 %. Когда сторонники оппозиции узнали, что Сата переместилась с первого места на третье, в Лусаке вспыхнули беспорядки. Согласно промежуточным результатам, Мванаваса по-прежнему легко лидировал в округах, подсчитанных до 16:00 1 октября.
Во второй половине дня 2 октября Избирательная комиссия Замбии объявила, что Мванаваса официально победил на выборах, набрав 43 % голосов; Сата занял второе место с 29 %, а Хичилема занял третье место с 25 %. 3 октября 2006 года Мванаваса был приведен к присяге на новый срок.

### Президентские выборы
| Кандидат                            | Кандидат                            | Партия                                     | Голоса    | %     |
| ----------------------------------- | ----------------------------------- | ------------------------------------------ | --------- | ----- |
|                                     | Леви Мванаваса                      | Движение за многопартийную демократию      | 1 177 846 | 42,98 |
|                                     | Майкл Сата                          | Патриотический фронт                       | 804 748   | 29,37 |
|                                     | Хакаинде Хичилема                   | Объединённая партия национального развития | 693 772   | 25,32 |
|                                     | Годфри Мийанда                      | Партия Наследие                            | 42 891    | 1,57  |
|                                     | Уинрайт Нгонго                      | Партия Всенародный конгресс                | 20 921    | 0,76  |
| Всего                               | Всего                               | Всего                                      | 2 740 178 | 100   |
| Действительных бюллетеней           | Действительных бюллетеней           | Действительных бюллетеней                  | 2 740 178 | 98,25 |
| Недействительных/пустых бюллетеней  | Недействительных/пустых бюллетеней  | Недействительных/пустых бюллетеней         | 48 936    | 1,75  |
| Всего голосов                       | Всего голосов                       | Всего голосов                              | 2 789 114 | 100   |
| Зарегистрированных избирателей/Явка | Зарегистрированных избирателей/Явка | Зарегистрированных избирателей/Явка        | 3 941 229 | 70,77 |
| Источник: EISA                      |                                     |                                            |           |       |

### Выборы в Национальную ассамблею
Выборы в Лупосоши (19 230 зарегистрированных избирателей) и Восточном Кабомпо (16 148) были отложены из-за смерти кандидатов и два депутатских места оказались не занятыми.
|                                       |                                        |           |           |       |       |  |  |  |  |
| Партия                                | Партия                                 | Голоса    | %         | Места | +/-   |  |  |  |  |
|                                       | Движение за многопартийную демократию  | 1 059 526 | 39,05     | 72    | +3    |  |  |  |  |
|                                       | Патриотический фронт                   | 622 864   | 22,96     | 43    | +42   |  |  |  |  |
|                                       | Объединённый демократический альянс    | 610 608   | 22,51     | 26    | -48   |  |  |  |  |
|                                       | Объединённая либеральная партия        | 65 745    | 2,42      | 3     | новая |  |  |  |  |
|                                       | Партия Наследие                        | 34 872    | 1,29      | 0     | −4    |  |  |  |  |
|                                       | Национальный демократический фокус     | 28 805    | 1,06      | 1     | 0     |  |  |  |  |
|                                       | Партия Всенародный конгресс            | 19 991    | 0,74      | 0     | новая |  |  |  |  |
|                                       | Партия перемен                         | 7 349     | 0,27      | 0     | новая |  |  |  |  |
|                                       | Партия единства, демократии и развития | 3 914     | 0,14      | 0     | новая |  |  |  |  |
|                                       | Партия нового поколения                | 1 259     | 0,05      | 0     | новая |  |  |  |  |
|                                       | Замбийский демократический конгресс    | 475       | 0,02      | 0     | -     |  |  |  |  |
|                                       | Федеративная демократическая партия    | 300       | 0,01      | 0     | новая |  |  |  |  |
|                                       | Движение прямой демократии             | 271       | 0,01      | 0     | новая |  |  |  |  |
|                                       | Независимые                            | 257 186   | 9,48      | 3     | +2    |  |  |  |  |
|                                       | Вакантные места                        |           |           | 2     | 0     |  |  |  |  |
|                                       | Назначаемые члены                      |           |           | 8     | 0     |  |  |  |  |
|                                       | Назначаемый спикер                     |           |           | 1     | 0     |  |  |  |  |
| Всего                                 | Всего                                  | 2 713 165 | 100       | 159   | 0     |  |  |  |  |
| Действительных бюллетеней             | Действительных бюллетеней              | 2 713 165 | 97,55     | -     | -     |  |  |  |  |
| Недействительных/пустых бюллетеней    | Недействительных/пустых бюллетеней     | 68 195    | 2,45      | -     | -     |  |  |  |  |
| Всего голосов                         | Всего голосов                          | 2 781 360 | 100       | -     | -     |  |  |  |  |
| Зарегистрированных избирателей / Явка | Зарегистрированных избирателей / Явка  | 3 905     | 851 71,21 | -     | -     |  |  |  |  |
| Источники: ECZ                        |                                        |           |           |       |       |  |  |  |  |